# IC 4939
IC 4939 је спирална галаксија у сазвјежђу Паун која се налази на листи објеката дубоког неба у Индекс каталогу.
Деклинација објекта је - 60° 44' 18" а ректасцензија 20h 7m 11,1s. Привидна величина (магнитуда) објекта IC 4939 износи 14,4 а фотографска магнитуда 15,1. Налази се на удаљености од 48,480 милиона парсека од Сунца. IC 4939 је још познат и под ознакама ESO 143-8, PGC 64131.